# Духович, Зоя Васильевна
Зоя Васильевна Духович (1926 — 1991) — советская легкоатлетка, специализировавшаяся в беге на короткие дистанции и эстафетных дисциплинах. Мастер спорта СССР.
Представляла общество «Динамо» в Ростове-на-Дону и Москве (с 1949 года).
Десятикратная чемпионка СССР: в беге на 100 метров (1948), на 200 метров (1947, 1948), в эстафете 4×100 метров (1947, 1948, 1949, 1950) и в эстафете 4×200 метров (1948, 1949, 1950).
Завоёвывала серебряные медали чемпионатов СССР в беге на 100 метров (1946, 1947, 1949, 1950) и на 200 метров (1946). Бронзовую награду выиграла в 1949 году в беге на 200 метров.
На летнем чемпионате Европы 1950 года в Брюсселе завоевала бронзовую медаль в эстафете 4×100 метров в составе сборной СССР вместе с Еленой Гокиели, Софьей Мальшиной и Евгенией Сеченовой. На этом же турнире Духович заняла четвёртое место в беге на 100 метров и шестое место в беге на 200 метров.
На Всемирном фестивале молодёжи и студентов 1949 года в Будапеште Духович выиграла золото на 100 и 200 метрах.
Участвуя в эстафете 4×200 метров в Москве 12 июля 1950 года Духович вместе с Софьей Мальшиной, Александрой Чудиной и Евгенией Сеченовой установили мировой рекорд — 1 минуту 40,6 секунды. Восьмикратная рекордсменка СССР в период с 1947 по 1950 год в эстафетах 4×100 метров, 4×200 метров и комбинированной эстафете 400+300+200+100 метров.